# Saint-Aubin-de-Crétot
Saint-Aubin-de-Crétot település Franciaországban, Seine-Maritime megyében. Lakosainak száma 518 fő (2022. január 1.). Saint-Aubin-de-Crétot Allouville-Bellefosse, Bois-Himont, Saint-Gilles-de-Crétot, Saint-Nicolas-de-la-Haie és Trouville községekkel határos.

## Népesség
A település népessége az elmúlt években az alábbi módon változott:
| Lakosok száma | 575  | 559  | 549  | 522  | 518  | 512  | 505  | 512  | 518  |
|               | 2013 | 2015 | 2016 | 2017 | 2018 | 2019 | 2020 | 2021 | 2022 |